# Бреус, Степан Лаврентьевич
Степан Лаврентьевич Бреус (27 октября 1913, Елизаветинская, Кубанская область — 22 ноября 2000, Краснодар) — младший лейтенант Советской Армии, участник Великой Отечественной войны, Герой Советского Союза (1944).

## Биография

Памятник Герою Советского Союза Бреусу С. Л. в посёлке Белозерном

Степан Бреус родился 27 октября 1913 года в станице Елизаветинская (ныне — Прикубанский район Краснодара Краснодарского края) в крестьянской семье. После окончания четырёх классов школы работал трактористом на Марьянской машинно-тракторной станции. В июне 1941 года был призван на службу в Рабоче-крестьянскую Красную Армию. С начала Великой Отечественной войны — на её фронтах. К апрелю 1944 года ефрейтор Степан Бреус был наводчиком орудия 32-го артиллерийского полка 31-й стрелковой дивизии 52-й армии 2-го Украинского фронта. Отличился во время освобождения Молдавской ССР.
1 апреля 1944 года в ходе отражения немецкой контратаки в районе села Пырлица Унгенского района, когда танковые и пехотные силы противника прорвались к советским позициям, Бреус первым в своём подразделении подбил два танка и уничтожил много вражеских солдат и офицеров.
Указом Президиума Верховного Совета СССР от 13 сентября 1944 года за «образцовое выполнение боевых заданий командования на фронте борьбы с немецко-фашистскими захватчиками и проявленные при этом мужество и героизм» ефрейтор Степан Бреус был удостоен высокого звания Героя Советского Союза с вручением ордена Ленина и медали «Золотая Звезда» за номером 4684.
В 1944 году вступил в ВКП(б). В 1945 году Бреус окончил курсы младших лейтенантов, в 1946 году был уволен в запас. Проживал в Краснодаре, работал на кожевенном заводе имени Калинина. Выйдя на пенсию, занимался общественной работой, был членом правления Краснодарской краевой ассоциации Героев Советского Союза, Героев России и полных кавалеров ордена Славы. Скончался 22 ноября 2000 года.
Награждён орденами Отечественной войны 1-й степени, Красной Звезды, Славы 2-й и 3-й степеней, а также рядом медалей. Почётный гражданин Краснодара (1997). 
В честь Бреуса названа улица в Унгенах (Молдавия). 
В середине декабря 2007 года в посёлке Белозёрном открыт памятник Бреусу.